# Termas de Vidago
As Termas de Vidago situam-se na freguesia de Vidago, Chaves, Portugal.
A água é hipersalina, gasocarbónica, bicarbonatada e sódica, com uma temperatura de 10°C e pH de 6,6.

## Indicações Terapêuticas
Afecções das vias respiratórias, aparelho digestivo e do sistema osteo-articular.